# Alberto Emiliozzi
Alberto Emiliozzi (15 novembre 1930 – Tarquinia, 5 marzo 2006) è stato un ciclista su strada italiano.

## Biografia

### Carriera ciclistica
Vinse la XIV edizione del Giro di Sicilia nel 1957.

## Piazzamenti

### Classiche
- Giro di Sicilia

1957: 1º

### Grandi Giri
- Gran Premio della Liberazione

1954: 8º
1955: 2º
1956: 2º
- Giro del Casentino

1956: 1º
- Giro di Slovacchia

1956: 2º
1956: 3º (tappa 3)
1956: 5º (tappa 4)
1956: 1º (tappa 5)
1956: 4º (tappa 6)
- Corsa XX Settembre

1957: 3º (tappa 1)
1957: 1º (tappa 2)